# Dysithamnus striaticeps
Dysithamnus striaticeps е вид птица от семейство Thamnophilidae.

## Разпространение
Видът е разпространен в Коста Рика, Никарагуа и Хондурас.